# خسوف القمر مايو 2004
| الخسوف الكلي للقمر 4-5 مايو 2004                  | الخسوف الكلي للقمر 4-5 مايو 2004 |
| ------------------------------------------------- | -------------------------------- |
| صورة للقمر من مدينة حيفا لحظة الخسوف.             |                                  |
| مسار القمر عبر ظل الأرض.                          |                                  |
| دورة ساروس                                        | 131 (33 من 72)                   |
| غاما                                              | -2.288                           |
| مقدار الخسوف                                      | -1.309                           |
| المدة (hr: mn: sc)                                |                                  |
| الكلي                                             | 1:15:28                          |
| الجزئي                                            | 3:23:12                          |
| شبه الظل                                          | 5:15:43                          |
| التوقيت ( UTC )                                   |                                  |
| P1                                                | 17:52:54                         |
| U1                                                | 18:48:38                         |
| U2                                                | 19:52:29                         |
| الأعظم                                            | 20:30:13                         |
| U3                                                | 21:07:57                         |
| U4                                                | 22:11:50                         |
| P 4                                               | 23:08:03                         |
| حركة القمر بالساعة عبر ظل الأرض في كوكبة الميزان. |                                  |

حدث خسوف كلي للقمر في 4 مايو 2004، وكان الأول من خسوفين كليين حدثا للقمر في عام 2004، والثاني الذي حدث في 28 أكتوبر (تشرين الأول) 2004.

## الرؤية
كان الخسوف مرئيًا في معظم أنحاء أوروبا وآسيا وشرق إفريقيا والمحيط الهندي وغرب أمريكا الجنوبية بما في ذلك المحيط الهادئ. الخسوف الذي شوهد في شرق آسيا قبل شروق الشمس وغرب أمريكا الجنوبية بعد غروب الشمس. وشوهد الخسوف في الفلبين عند الفجر. كان الخسوف الأوسط مرئيًا عند غروب القمر في شرق أستراليا.

## خسوفات وكسوفات أخرى

### خسوفات وكسوفات 2004
- كسوف جزئي للشمس في 19 أبريل
- خسوف كلي للقمر في 4 مايو
- كسوف جزئي للشمس في 14 أكتوبر
- خسوف كلي للقمر في 28 أكتوبر

### دورة السنة القمرية
وهي الثالثة من أربع دورات في السنة القمرية، وتتكرر كل 354 يومًا.

### دورة ساروس
بدأت دورة ساروس هذه في عام 1427 بعد الميلاد مع خسوف جزئي عند الحافة الجنوبية لظل الأرض عندما كان القمر قريبًا من العقدة الهابطة. في كل دورة ساروس متتالية، يتحول المسار المداري للقمر شمالًا فيما يتعلق بظل الأرض، مع حدوث أول خسوف كلي في عام 1950.
سيحدث خسوف كلي للقمر لمدة 252 عامًا التالية، مع توقع أن يحدث خسوفًا مركزيًا في عام 2078. ومن المتوقع حدوث الخسوف الجزئي الأول بعد ذلك في عام 2220، وسيحدث الخسوف الجزئي النهائي للدورة في عام 2707. ويبلغ إجمالي عمر دورة ساروس القمرية 131 1280 عامًا. يتداخل Solar Saros 138 مع هذا الساروس القمري مع حدث يحدث كل 9 سنوات 5 أيام بالتناوب بين كل دورة ساروس.
نظرًا لجزء من الأيام في دورة Saros، ستختلف رؤية كل خسوف لمراقب في موقع محدد محدد. بالنسبة لدورة Saros القمرية 131، كان أول خسوف كلي عام 1950 أفضل رؤية للمشاهدين في أوروبا الشرقية والشرق الأوسط لأن الكسوف الأوسط كان عند الساعة 20:44 بالتوقيت العالمي. حدث الكسوف التالي في الدورة بعد حوالي 8 ساعات من اليوم مع حدوث خسوف متوسط في الساعة 4:47 بالتوقيت العالمي، وكان أفضل ما يمكن رؤيته من أمريكا الشمالية وأمريكا الجنوبية. حدث الكسوف الكلي الثالث بعد 8 ساعات تقريبًا في اليوم من الكسوف الثاني مع منتصف الكسوف في الساعة 12:43 بالتوقيت العالمي، وكان أفضل رؤية للمشاهدين في غرب المحيط الهادئ وشرق آسيا وأستراليا ونيوزيلندا. تتكرر دورة الرؤية هذه من بداية الدورة إلى نهايتها، مع اختلافات طفيفة. يتداخل Solar Saros 138 مع هذا الساروس القمري مع حدث يحدث كل 9 سنوات 5 أيام بالتناوب بين كل دورة ساروس.
دورة ساروس القمرية 131، تتكرر كل 18 عامًا و 11 يومًا، لديها ما مجموعه 72 حدثًا من خسوف القمر بما في ذلك 57 خسوفًا للقمر المظلي (42 خسوفًا جزئيًا للقمر و 15 خسوفًا كليًا للقمر). يتداخل Solar Saros 138 مع هذا الساروس القمري مع حدث يحدث كل 9 سنوات 5 أيام بالتناوب بين كل دورة ساروس.
| الأكبر                                                           | الأول         | الأول        | الأول                   | الأول         |
| ---------------------------------------------------------------- | ------------- | ------------ | ----------------------- | ------------- |
| سيحدث أكبر خسوف في الدورة في 2094 في 28 يونيو، ويستمر 102 دقيقة. | خسوف شبه الظل | خسوف جزئي    | خسوف كامل               | خسوف مركزي    |
| سيحدث أكبر خسوف في الدورة في 2094 في 28 يونيو، ويستمر 102 دقيقة. | 1427 May 10   | 1553 July 25 | 1950 Apr 2 [الإنجليزية] | 2022 May 16   |
| سيحدث أكبر خسوف في الدورة في 2094 في 28 يونيو، ويستمر 102 دقيقة. | الأخير        |              |                         |               |
| سيحدث أكبر خسوف في الدورة في 2094 في 28 يونيو، ويستمر 102 دقيقة. | خسوف مركزي    | خسوف كامل    | خسوف جزئي               | خسوف شبه الظل |
| سيحدث أكبر خسوف في الدورة في 2094 في 28 يونيو، ويستمر 102 دقيقة. | 2148 Jul 31   | 2202 Sep 3   | 2563 Apr 9              | 2707 Jul 7    |

| 1914 Mar 12 [الإنجليزية] | 1914 Mar 12 [الإنجليزية] | 1932 Mar 22 [الإنجليزية] | 1932 Mar 22 [الإنجليزية] | 1950 Apr 2 [الإنجليزية] | 1950 Apr 2 [الإنجليزية] |
|                          |                          |                          |                          |                         |                         |
| 1968 Apr 13 [الإنجليزية] | 1968 Apr 13 [الإنجليزية] | 1986 Apr 24 [الإنجليزية] | 1986 Apr 24 [الإنجليزية] | خسوف القمر مايو 2004    | خسوف القمر مايو 2004    |
|                          |                          |                          |                          |                         |                         |
| 2022 May 16              | 2022 May 16              | 2040 May 26              | 2040 May 26              | 2058 Jun 6 [الإنجليزية] | 2058 Jun 6 [الإنجليزية] |
|                          |                          |                          |                          |                         |                         |
| 2076 Jun 17 [الإنجليزية] | 2076 Jun 17 [الإنجليزية] | 2094 Jun 28 [الإنجليزية] | 2094 Jun 28 [الإنجليزية] |                         |                         |
|                          |                          |                          |                          |                         |                         |

### دورة Metonic
| أحداث Metonic من 4 مايو إلى 28 أكتوبر | أحداث Metonic من 4 مايو إلى 28 أكتوبر |
| العقدة الهابطة | العقدة الصاعدة |
| --- | --- |
| 1. 1966 May 4 [الإنجليزية] - Penumbral (111) 2. 1985 May 4 [الإنجليزية] - Total (121) 3. خسوف القمر مايو 2004 - Total (131) 4. 2023 May 5 - Penumbral (141) | 1. 1966 Oct 29 [الإنجليزية] - Penumbral (116) 2. 1985 Oct 28 [الإنجليزية] - Total (126) 3. خسوف القمر أكتوبر 2004 - Total (136) 4. 2023 Oct 28 - Partial (146) 5. 2042 Oct 28 [الإنجليزية] - Penumbral (156) |
| | |

### دورة نصف ساروس
سوف يسبق خسوف القمر هذا كسوفًا للشمس ويتبعه 9 سنوات و5.5 أيام (نصف ساروس). يرتبط خسوف القمر هذا بخسوفين حلقيين للشمس من دورة ساروس 138.
| 29 أبريل 1995 | 10 مايو 2013 |
| ------------- | ------------ |
|               |              |

## روابط خارجية
- APOD 2004 6 مايو، فسيفساء خسوف القمر، من اليونان
- APOD 2004 8 مايو، Good Morning Sydney, Sydney Australia
- Spaceweather.com: معرض خسوف القمر